# Габріелле Ронкатто
Габріелле Ронкатто (порт. Gabrielle Roncatto, 19 липня 1998) — бразильська плавчиня.
Учасниця Олімпійських Ігор 2016, 2020 років.
Призерка Панамериканських ігор 2015, 2019 років.